# Jerzy Malota
Jerzy Malota (ur. 8 stycznia 1941 w Krakowie) – polski piosenkarz popowy, autor testów piosenek.

## Życiorys
Na scenie ogólnopolskiej wokalista pojawił się na przełomie czerwca i lipca 1962 roku, występując na I Festiwalu Młodych Talentów w Szczecinie i znajdując się w „Złotej Dziesiątce” laureatów, obok m.in. Czesława Niemena, Karin Stanek, czy Heleny Majdaniec. W konkursie tej imprezy wykonał piosenki: Wędrowne ptaki (w rytmie slow rocka i z własnym tekstem), opartą na motywach muzyki do baletu Piotra Czajkowskiego Jezioro łabędzie (nagranie tego utworu z koncertu laureatów spoczywa w archiwum radiowym)) i standard jazzowy, zatytułowany Lullaby of Birdland. Po tym sukcesie piosenkarz, wraz z innymi zwycięzcami festiwalu, odbył dwumiesięczną trasę koncertową z zespołem Czerwono-Czarni, zaś w październiku 1962 roku dołączył do zespołu Luxemburg Combo, gdzie solistami byli także także: Anna Cewe, Sława Mikołajczyk, Toni Keczer, Janusz Godlewski i Józef Ledecki. Wziął udział w czterech Krajowych Festiwalach Polskiej Piosenki w Opolu, w tym w I KFPP w Opolu w 1963 roku. Po rozpadzie zespołu Luxemburg Combo w sierpniu 1963 roku, gdy z grupą rozstał się Zbigniew Podgajny, wraz z T. Keczerem na krótko dołączył do szczecińskich Temperamentów. 
Z końcem 1963 r. wziął udział w krótkotrwałej reaktywacji grupy, lecz jego występy ograniczały się teraz praktycznie do Częstochowy, a definitywny koniec Luxemburg Combo nastąpił po kilku miesiącach. Współpraca ta została zwieńczona dwoma nagraniami radiowymi: Poluszko, pole i Co mówi wiatr. W latach 1964–1968 wokalista współpracował z zespołami wrocławskiego pianisty jazzowego Tadeusza „Errolla” Kosińskiego, z grupą Czarne Koty pod kier. trębacza Piotra Kotta i pół roku występował z zespołem Mirosława Wójcika, byłego saksofonisty Czerwono-Czarnych. Solistami byli tam także: Hanna Rek, Bogusław Wyrobek, występował tam również czechosłowacki Teatr Cieni – Cerne Divadlo. W tym okresie piosenkarz wystąpił w ok. 20 programach telewizyjnych w kraju (w 1965 roku na potrzeby audycji Janusza Rzeszewskiego, nagrał z Orkiestrą TVP Katowice pod dyr. Ireneusza Wikarka piosenkę pt. Tam, gdzie chodzi wicher spać), oraz w inny krajach Bloku wschodniego (tzw. Interwizja). 
W 1968 roku związał się z zespołem Bez Atu, który towarzyszył na estradzie m.in. Filipinkom. Wokalista występował razem z tą żeńską grupa wokalną we wspólnych programach estradowych w kraju i za granicą, a także nagrał płytę czwórkę Bez Atu (Pronit N 0573). J. Malota jest autorem tekstów wielu piosenek, które pisał pod pseudonimem Marek Kilarski. Napisał dla Filipinek słowa do utworów Nie wierz chłopcom, On jest tu, Pali się, moja panienko i To my nieznajomi, które wykonywał wraz z nimi i z grupą Bez Atu z którą z współpracował (z przerwami) do 1981 roku. Po zakończeniu współpracy z Filipinkami, zespół przygotował widowisko muzyczne pt. Sen o Szpadzie i Chlebie, gdzie partie wokalne, piosenkarz dzielił z Danutą Bogaczyk, Danuta Majewską i Roman Remelski. W drugiej części programu dołączali kolejni wykonawcy, m.in.: Joanna Rawik, Wanda Polańska, Grażyna Brodzińska, Mieczysław Czechowicz, Marek Perepeczko, Ewa Śnieżanka i inni. Widowisko prezentowano ponad 800 razy. 
W latach 1975–1976 piosenkarz występował w lokalach w Skandynawii z zespołem Leszka Dudziaka, brata Urszuli Dudziak. W 1978 roku z grupą Bez Atu zarejestrował kolejne piosenki, a były to: Daleko stąd i Gdzie szumi wielki las. W 1979 roku nagrał z Orkiestrą Bogusława Klimczuka kolejne dwie piosenki: Dokąd mam iść i Zza siedmiu wspomnień. W roku 1980, wokalista przez rok koncertował z zespołem Bez Atu w Stanach Zjednoczonych, występując w klubach polonijnych w Chicago i Nowym Jorku, gdzie jako gwiazdy wieczoru występowali: Czesław Niemen, Maryla Rodowicz i Krzysztof Krawczyk
. Mieszka obecnie we Wrocławiu.